# Suurrahu
Suurrahu (ros. Сурераху) – estońska wyspa na Morzu Bałtyckim, na obszarze cieśniny Väinameri, u zachodnich wybrzeży kraju. Na zachód od wyspy położona jest Liialaid, na wschodzie Tauksi, a północnym wschodzie Koharahu.
Zajmuje powierzchnię ok. 6,179 ha. Obwód wyspy wynosi ok. 1,305 km. Administracyjnie znajduje się w prowincji Läänemaa, w gminie Ridala. W całości stanowi obszar chroniony. Wyspa pozbawiona jest roślinności wysokiej.